# Sumbel

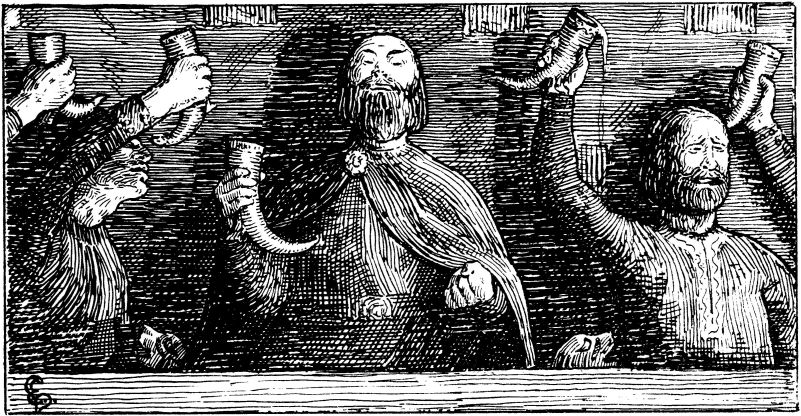
Auf der Gedenkfeier Harald Blauzahns, schwört Jarl Sigvald im Gedenken an seinen Vater den Eid nach Norwegen zu fahren und den Jarl Haakon zu töten.

Das Sumbel (an. sumbl; aeng. symbel, as. sumbal) war ein bedeutender ritueller Umtrunk bzw. ein rituelles Trinkgelage der Germanen.
Es wurde stets im Inneren, d. h. üblicherweise im Langhaus eines Häuptlinges, veranstaltet. Ein Sumbel war im Gegensatz zum festlichen oder feierlichen Umtrunk eine ernsthafte Veranstaltung, die einem strengen Ritus folgte.
Erwähnt wird das Sumbel unter anderem im angelsächsischen Beowulf-Epos (Zeilen 489–675 und 1491–1500), im altsächsischen Heliand sowie in den angelsächsischen Gedichten Dream of the Rod und Judith. Darüber hinaus findet man das Ritual in dem Eddalied Lokasenna, der Heimskringla, im Bericht über den Begräbnisumtrunk von Sven Gabelbart für seinen Vater sowie in dem Buch über die norwegischen Könige, der Fagrskinna.

## Etymologie
Linguistisch gesehen hat das Wort Sumbel einen gemeinsamen Ursprung mit dem Verb sammeln.
Etymologisch leitet sich der Begriff Sumbel vom protogermanischen *sumlan „Gastmahl“, bzw. vom Wortstamm *sm-lo-, „Versammlung“ ab. Orthografische Varianten sind altenglisch symbel, sumble oder symle, altsächsisch sumbal und altnordisch sumbl. Der schwedische Kulturhistoriker Viktor Rydberg sah einen Zusammenhang mit dem als Trunkenbold überlieferten legendären finnischen König Sumble.

## Allgemeiner Ritus
Grob umrissen lief ein Sumbel wie folgt ab: Es wurde im Allgemeinen von einem Sumbelgeber (as. symbelgifa) eröffnet, geleitet und beendet. In der Regel hatte der Häuptling, bei dem das Sumbel stattfand, die Funktion des Sumbelgebers inne. In der Mitte der Teilnehmer befand sich ein Kessel, welcher mit Met oder Äl (Bier) gefüllt war. Nach der Weihe des Kessels wurde ein Trinkhorn mit dem Trank aus diesem Kessel gefüllt. Anschließend kreiste dieses Trinkhorn unter den Teilnehmern des Sumbels, wobei es von einer Schankmaid (zumeist der Ehefrau des Häuptlings) weitergereicht und bei Bedarf aufgefüllt wurde. In der ersten Runde erfolgte durch das Äußern von Trinksprüchen ein Minnetrinken auf die Götter. In der zweiten Runde gedachte man der verstorbenen Angehörigen. Während der dritten und den folgenden Runden wurden von den Teilnehmern Eide geschworen, Gelübde abgelegt und Lieder oder Gedichte zum Besten gegeben.
Essen und anderweitige Festlichkeiten waren explizit vom Sumbel getrennt. Es wurden auch keinerlei Trankopfer den Göttern im Rahmen des Sumbels dargebracht.

## Das angelsächsische Symbel
Im angelsächsischen Schrifttum wurde der Gastgeber, der das Sumbel bzw. Symbel veranstaltet, als symbelgifa (Sumbelgeber) bezeichnet. Eine besondere Rolle im Rahmen des Sumbels spielte der sog. Þyle. Er befragte bzw. forderte diejenigen mit Spott und Sticheleien (flytung) heraus, die in den Sumbelrunden prahlten (gielp) oder Eide schworen (béot, bregofull). Es war die Aufgabe des Þyle, das Heil der Gemeinschaft zu wahren. Eide, die man beim Sumbeln schwor, wurden als bindend betrachtet, da sie das Wurt aller Sumbelteilnehmer beeinflussen konnten.
Darüber spielte der sog. Scop (altnordisch skald) eine bedeutende Rolle beim Sumbel. Er rezitierte u. a. Stammbäume von Königen und Helden sowie alliterierende Poesie. Der Met oder das Bier wurden üblicherweise von Frauen in der Funktion als ealu bora (wörtlich „Älberger“) verteilt. Die erste Runde wurde üblicherweise von der Hausherrin ausgeschenkt.

## Das skandinavische Sumbel
In der Kultur der Normannen und Wikinger war das Schwören von Eiden auf das während eines Umtrunkes kreisende Horn des Häuptlings ein integraler Bestandteil bestimmter festlicher Anlässe. In den skandinavischen Sagas wird im Zusammenhang mit einem Sumbel oftmals von einem Trinkgefäß berichtet, das als bragarfull bzw. bragafull bezeichnet wird.
Der Begriff bragar- oder bragafull kann als „Schwur-“ oder „Häuptlingsbecher“ (vergleiche Bragi) sowie einfach als „Bester Becher“ übersetzt werden.
Der Name dieses Gefäßes tritt in zwei Schreibweisen auf, was die Interpretation des Begriffes schwierig macht.
Das Wort bragr, welches im Altnordischen so viel wie „Bester“ oder „Hervorragendster“ bedeutet, ist Grundlage des ersten Wortteils. Die Schreibweise bragafull kann, im Gegensatz zu der Schreibweise bragarfull, auch als „Bragis Becher“, d. h. mit Bezug auf den germanischen Dichtergott Bragi übersetzt werden, obwohl in den Schriften kein besonderer Bezug zwischen dem Gott Bragi und dem Sumbel bzw. dem bragafull hergestellt wird.
Snorri Sturluson beschreibt in seiner Heimskringla, in der Saga von König Hákon dem Guten, die Sitte des Bragarfull:
… Feuer waren in der Mitte des Tempelflurs angezündet und Kessel sollten darüber sein, und man sollte die vollen Becher über das Feuer hin reichen. Der Veranstalter und Leiter des Festes (der Gode) aber sollte die Becher und die ganze Opferspeise segnen. Zuerst sollte man den Odinsbecher für den Sieg und die Herrschaft seines Königs trinken, und dann die Becher des Njörd und des Frey für fruchtbares Jahr und Frieden. Danach pflegten manche Männer den Bragi-Becher (bragafull) zu trinken. Man trank auch Becher auf seine Verwandten, die schon im Grabe lagen, und diese nannte man Gedächtnisbecher (minni) …
In der Ynglinga Saga (auch Teil der Heimskringla) schreibt Snorri Folgendes:
… Es war in jener Zeit Sitte, daß, wenn ein Erbmahl stattfinden sollte für Könige oder Jarle, der, welcher es veranstaltete und die Erbschaft antreten sollte, auf einen Schemel vor dem Hochsitz saß, bis der Becher hereingebracht war, den man Bragibecher (bragafull) nannte. Er sollte dann aufstehen, um den Bragibecher (bragafull) entgegenzunehmen, und ein strenges Gelübde ablegen, dann aber den Becher leeren. Dann sollte man ihn auf den Hochsitz geleiten, der seinem Vater gehört hatte. Nun erst war er voller Besitzer des Erbes seines Vaters geworden.
So geschah es nun auch hier, und als der Bragibecher (bragafull) hereinkam, stand König Ingjald auf und ergriff ein großes Stierhorn. Er legt ein Gelübde darauf ab, daß er nach allen vier Himmelsrichtungen sein Reich um die Hälfte vergrößern wolle oder sterben. Darauf trank er das Horn aus. …

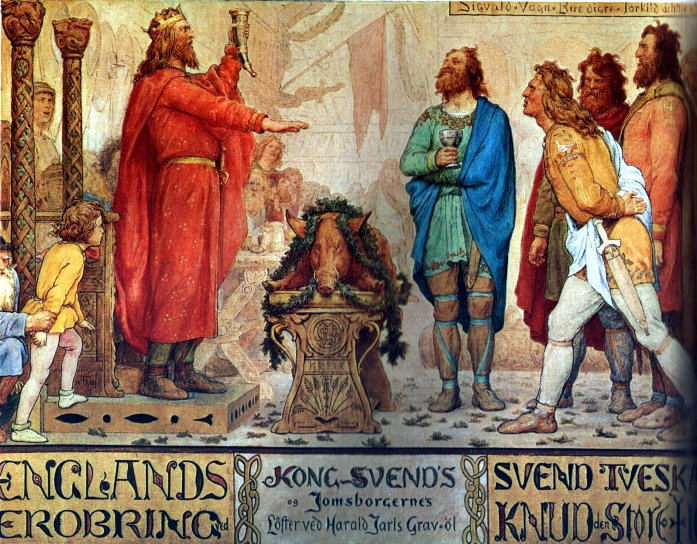
Sven Gabelbart beim Begräbnissumbel für seinen Vater Harald

Die Fagrskinna (ein Geschichtsbuch über die norwegischen Könige aus dem 13. Jahrhundert) erwähnt mit Bezug auf den Dänenkönig Sven Gabelbart einen zeremoniellen Umtrunk zunächst auf die „Größten seiner Sippe“, dann auf den Gott Thor und letztlich auf die anderen Asengötter.
Im Anschluss wurde der bragarfull geleert. Als der Sumbelgeber getrunken hatte, schwor er einen Eid, der auch von den anderen Anwesenden geleistet werden musste. Erst danach begab er sich auf den Thron seines verstorbenen Vorgängers.
In einem Prosa-Abschnitt des Edda-Liedes Helgakviða Hjörvarðssonar heißt es:
Da fuhr Hedin auf Julabend einsam heim aus dem Wald und fand ein Zauberweib. Sie ritt einen Wolf und hatte Schlangen zu Zäumen und bot dem Hedin ihre Folge. Nein, sprach er. Da sprach sie: „Das sollst du mir entgelten bei Bragis Becher (bragarfull). Abends wurden Gelübde verheißen und der Sühneber vorgeführt, auf den die Männer die Hände legten und bei Bragis Becher (bragarfull) Gelübde taten. Hedin vermaß sich eines Gelübdes auf Swawa, Eilimis Tochter, seines Bruders Geliebte. Danach gereute es ihn so sehr, daß er fortging auf wilden Stegen südlich ins Land, wo er seinen Bruder Helgi traf.
Die Hervarar saga ok Heiðreks konungs berichtet, dass Hjörvard, der Sohn Arngrims, bei seinem 'bragarfull' versprach, die schwedische Königstochter Ingeborg zu heiraten.
Die Saga von Ragnar Lodbrok erzählt, dass der gutnische Jarl Herraud beim Sumbel versprach, demjenigen seine Tochter zur Frau zu geben, der sie von einem schrecklichen Lindwurm befreien konnte bzw. in dessen Anwesenheit mit ihr zu sprechen vermag.

## Germanisches Neuheidentum
Die Anhänger des modernen germanischen Neuheidentums pflegen auch heute noch den Brauch des Sumbels, welches eines ihrer bedeutendsten Rituale ist.